# Nassandres
Nassandres is een plaats en voormalige gemeente in het Franse departement Eure in de regio Normandië en maakt deel uit van het arrondissement Bernay. De plaats telde 1.330 inwoners op 1 januari 2018.

## Geschiedenis
Nassandres maakte deel uit van het kanton Bernay tot de gemeente op 22 maart 2015 werd overgeheveld naar het kanton Brionne.
Nassandres is op 1 januari 2017 gefuseerd met de gemeenten Carsix, Fontaine-la-Soret en Perriers-la-Campagne tot de gemeente Nassandres sur Risle.  

## Geografie
De oppervlakte van Nassandres bedraagt 4,92 vierkante kilometer; Op 1 januari 2018 was de bevolkingsdichtheid 270,3 inwoners per km².
De onderstaande kaart toont de ligging van Nassandres met de belangrijkste infrastructuur en aangrenzende gemeenten.

## Demografie
Onderstaande figuur toont het verloop van het inwonertal.
Carsix · Fontaine-la-Soret · Nassandres · Perriers-la-Campagne